# Inocellia
Inocellia is een geslacht van kameelhalsvliegen uit de familie van de Inocelliidae. 
Inocellia werd voor het eerst wetenschappelijk beschreven door Schneider in 1843.

## Soorten
Het geslacht Inocellia omvat de volgende soorten:
- Inocellia aspouckorum C.-k. Yang, 1999
- Inocellia bhutana H. Aspöck et al., 1991
- Inocellia brunni Navás, 1915
- Inocellia crassicornis (Schummel, 1832)
- Inocellia frigida Navás, 1915
- Inocellia fujiana C.-k. Yang, 1999
- Inocellia fulvostigmata U. Aspöck & H. Aspöck, 1968
- Inocellia japonica Okamoto, 1917
- Inocellia rossica Navás, 1916
- Inocellia sinensis Navás, 1936
- Inocellia taiwana H. Aspöck & U. Aspöck, 1985